# Fallbericht (Medizin)
Ein klinischer Fallbericht (englisch case report) ist eine detaillierte Beschreibung medizinischer Maßnahmen und Beobachtungen an einem oder wenigen Patienten. Typischerweise wird in einem solchen Fallbericht über einen ungewöhnlichen Vorgang, eine ungewöhnliche Erkrankung, Situation, Erscheinungsbild, Therapieform, Therapieergebnis etc. berichtet.

## Geschichte
Fallberichte sind eine der ältesten Dokumentationsmethoden für medizinisches Wissen. Schon 1550 v. Chr. gab es in den ägyptischen Schriften Berichte über Behandlungen von einzelnen Patienten. Die Weitergabe von medizinischem Wissen anhand von Einzelfallberichten findet sich auch bei Hippokrates, Galen und vielen berühmten Ärzten. Viele wegweisende medizinische Erkenntnisse entstammen Einzelfallberichten oder Fallserienberichten (siehe die folgende Tabelle).
| Jahr | Thema/Titel | Publikationsart                    | Zeitschrift          | Autor             |
| ---- | --- | ---------------------------------- | -------------------- | ----------------- |
| 1829 | Erfolgreicher Fall einer Bluttransfusion | Fallbericht                        | Lancet               | J. Blundell       |
| 1832 | Über einige krankhafte Erscheinungen der absorbierenden Drüsen und der Milz (Erstbeschreibung des Morbus Hodgkin)                                                        | Fallserie mit 7 Patientenberichten | Med. Chir. Transact. | T. Hodgkin        |
| 1934 | Behandlung einer Myasthenia gravis mit Physostigmin | Fallbericht                        | Lancet               | M. B. Walker      |
| 1947 | Beseitigung von langanhaltendem Kammerflimmern durch elektrischen Schock (Defibrillation)                                                                                | Fallbericht                        | JAMA                 | C. S. Beck        |
| 1961 | Thalidomid und angeborene Fehlbildungen | Fallserie                          | Lancet               | W. G. McBride     |
| 1967 | Eine humane Herztransplantation: ein Zwischenbericht einer erfolgreichen Operation am Groote Schuur Hospital, Cape Town                                                  | Fallbericht                        | S. Afr Med J         | C. N. Barnard     |
| 1981 | Pneumocystis-carinii-Pneumonie und Candidiasis der Schleimhäute bei zuvor gesunden homosexuellen Männern: Hinweis auf eine neu erworbene zelluläre Immundefizienz (AIDS) | Fallserie                          | NEJM                 | M. S. Gottlieb    |
| 2008 | Propranolol für kindliche Hämangiome | Fallbericht und Fallserie          | NEJM                 | C. Léauté-Labrèze |

## Aktuelle Entwicklungen

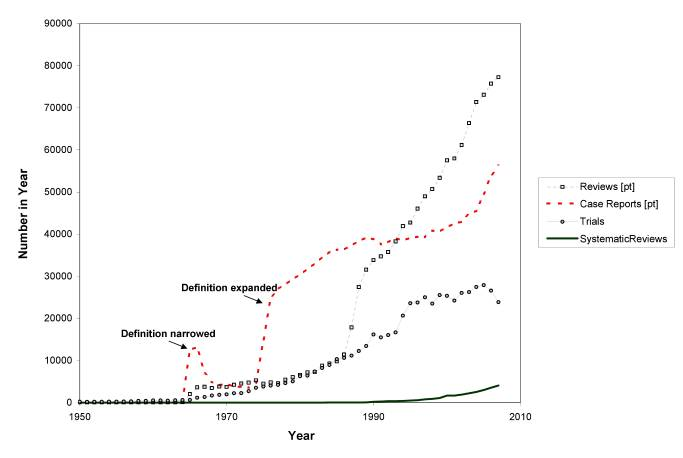
Der Verlauf der Häufigkeit von nicht-systematischen Übersichtsarbeiten, Fallberichten (Case Reports), Studien (Trials) und systematischen Übersichtsarbeiten in den Jahren 1950 bis 2007 (aus MEDLINE)

In den letzten Jahrzehnten hat die Anzahl an publizierten Fallberichten stetig zugenommen (siehe Grafik). Neben der Vielzahl an Besprechung des besonderen Nutzens von Fallberichten mag auch die einfache Publikationsmöglichkeit mittels elektronischer Zeitschriften ein maßgeblicher Grund dafür sein.

### CAse-REport-Leitlinie und Fallberichte in der Evidenzbasierten Medizin
2013 wurde eine internationale konsensusbasierte Publikationsleitlinie für Fallberichte – die CARE-Leitlinie  – parallel in mehreren Zeitschriften publiziert: The BMJ Case Reports, Deutsches Ärzteblatt, Global Advances in Health and Medicine, Headache, Journal of Clinical Epidemiology, Journal of Dietary Supplements, Journal of Medical Case Reports.
Die Leitlinie gibt Angaben für Bereiche, die ein vollständiger Fallbericht enthalten soll, diskutiert die Rolle von Fallberichten in der Evidenzbasierten Medizin (EbM) und zeigt weiterführende Fragen, wie die Kausalitätsbeurteilung am Einzelfall oder der Übertragbarkeit von Ergebnissen eines Falls auf andere Fälle auf. Die Leitlinie wurde in die Reihe der Publikationsleitlinien des EQUATOR-Netzwerkes aufgenommen. Unter einer eigenen Website zur CARE-Leitlinie sind Materialien zur Fallberichterstellung zusammengestellt. In der Evidenzbasierten Medizin wurden vermehrt Beiträge zur Rolle von Fallberichten von dem EbM-Mitbegründer Milos Jenicek verfasst.